# پدبری
پدبری (به انگلیسی: Padbury) یک روستا و محله مدنی در بریتانیا است که در الزبری ول واقع شده‌است. پدبری ۸۱۰ نفر جمعیت دارد.